# アレクサンドリア港攻撃
アレクサンドリア港攻撃（アレクサンドリアこうこうげき、英語：Raid on Alexandria）は、第二次世界大戦の地中海攻防戦において、1941年（昭和16年）12月18日から12月19日にかけて地中海戦域でおこなわれたコマンド作戦。
アレクサンドリア港に停泊するイギリス地中海艦隊に、イタリア王立海軍の潜水艦1隻と人間魚雷3隻が特殊作戦を敢行する。人間魚雷SLC（マイアーレ）を操縦して港内に潜入したフロッグマンが、停泊中の軍艦の艦底に爆薬を仕掛けるという作戦であった。
暗号名はEA-3作戦。攻撃の結果、イギリス海軍の戦艦ヴァリアント (HMS Valiant) と戦艦クイーン・エリザベス (HMS Queen Elizabeth, 00) の2隻が大破着底した。このほかにタンカー1隻と駆逐艦ジャーヴィス (HMS Jervis, G00) も大破した。
地中海におけるイギリス海軍の主力艦2隻が長期にわたり使用不能となり、また同時期に英海軍の艦艇が次々に撃沈された事も重なって、マルタ島への増援輸送作戦や北アフリカ戦線にも影響を及ぼした。

## 背景

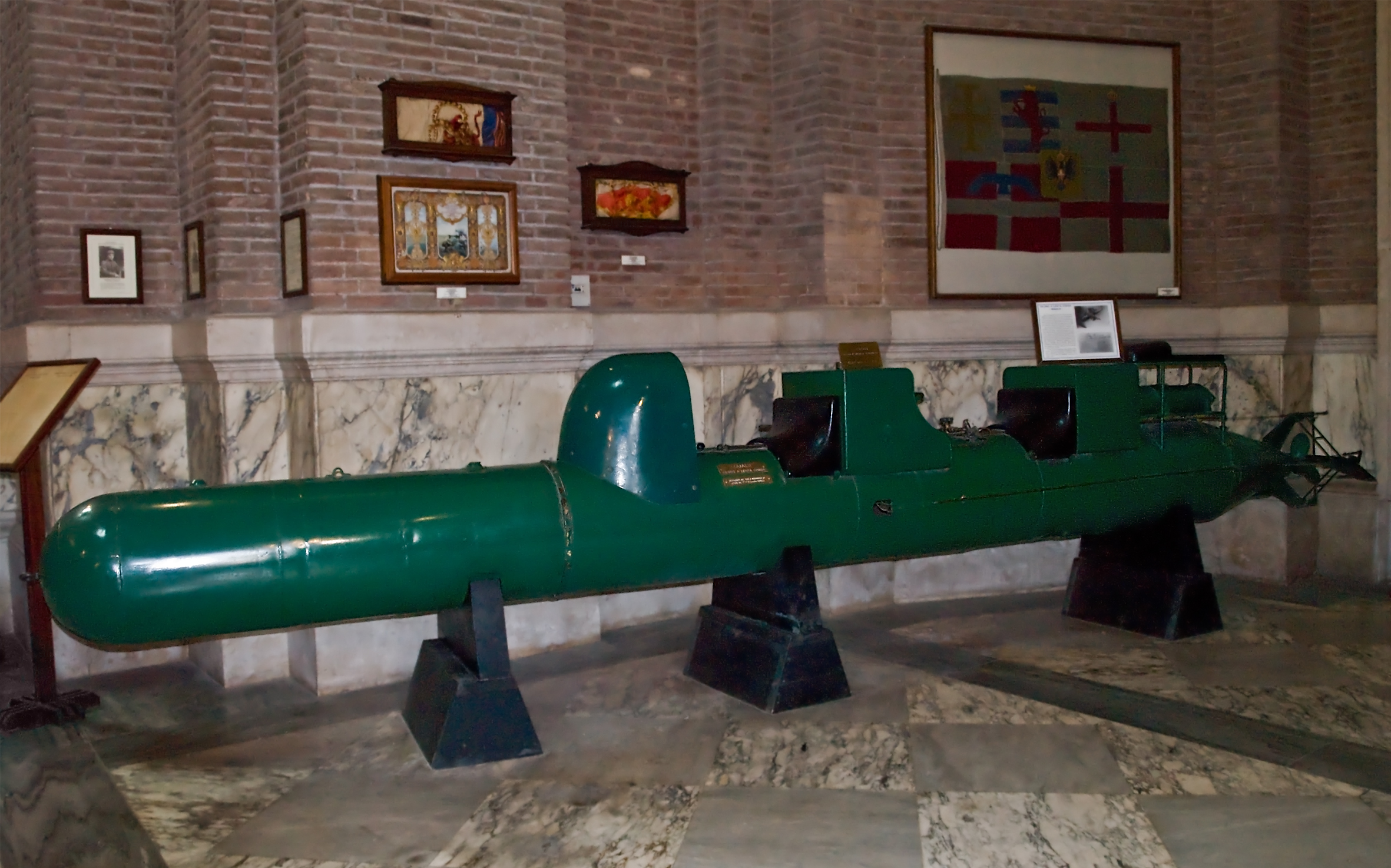
人間魚雷マイアーレ

1940年（昭和15年）6月10日、イタリア王国は枢軸側にたって第二次世界大戦に参戦した。だがマルタには手をつけず、ギリシャに侵攻して大敗北した。弱体化したイタリア軍を支援するため、ナチス・ドイツが地中海や北アフリカに介入せざるを得なくなった。
1941年（昭和16年）後半の時点においても、エジプトのアレクサンドリアはイギリス海軍の地中海艦隊（司令長官アンドルー・カニンガム提督）の根拠地であった。イタリア海軍にとって、地中海艦隊に配備されていたクイーン・エリザベス級戦艦 (Queen Elizabeth class Battleship) は強敵であった。イタリア海軍は1940年（昭和15年）8月の時点で人間魚雷によるアレクサンドリア奇襲を敢行したが、母艦の潜水艦が撃沈されて失敗していた。
また地中海の中央部に位置するマルタ島は、スエズ運河を擁するアレクサンドリアと、地中海と大西洋の境界に位置するジブラルタルの中間にあり、連合国にとって最重要拠点の一つだった。同時に枢軸国にとってもマルタは見過ごせない要所であった。マルタを拠点に行動する連合国軍の水雷戦隊・潜水艦部隊・航空機が、北アフリカ戦線の枢軸軍に対する補給路を攻撃していたのである。地中海を南下して北アフリカに向かう枢軸側の補給船団は、マルタを大きく迂回せねばならなかった。1941年11月のリビアへの軍需品到達率は38パーセントとなっていた。このためロンメル将軍のドイツアフリカ軍団は常に物資と燃料不足に悩まされ、11月中旬以降はイギリス軍が発動したクルセイダー作戦により苦戦していた。
枢軸側も事態を静観していたわけではない。ドイツ空軍やイタリア空軍がマルタに対する空襲を繰り返し、イギリス空軍を弱体化させた。また1941年11月からUボートも地中海で作戦を開始、英空母アーク・ロイヤル (HMS Ark Royal, 91) や英戦艦バーラム (HMS Barham) を撃沈し、さらに連合軍輸送船団を攻撃して存在感を示した（マルタ攻囲戦）。
このような戦況下、イタリアは状況打開策の一つとしてSLCによるアレクサンドリア攻撃を計画した。イタリア軍は、4月中旬のタリゴ船団の戦いで沈没したイギリス駆逐艦モホーク (HMS Mohawk, G-31) の海底調査を実施、アレクサンドリア港に関する書類を回収していたのである。

## 作戦経過

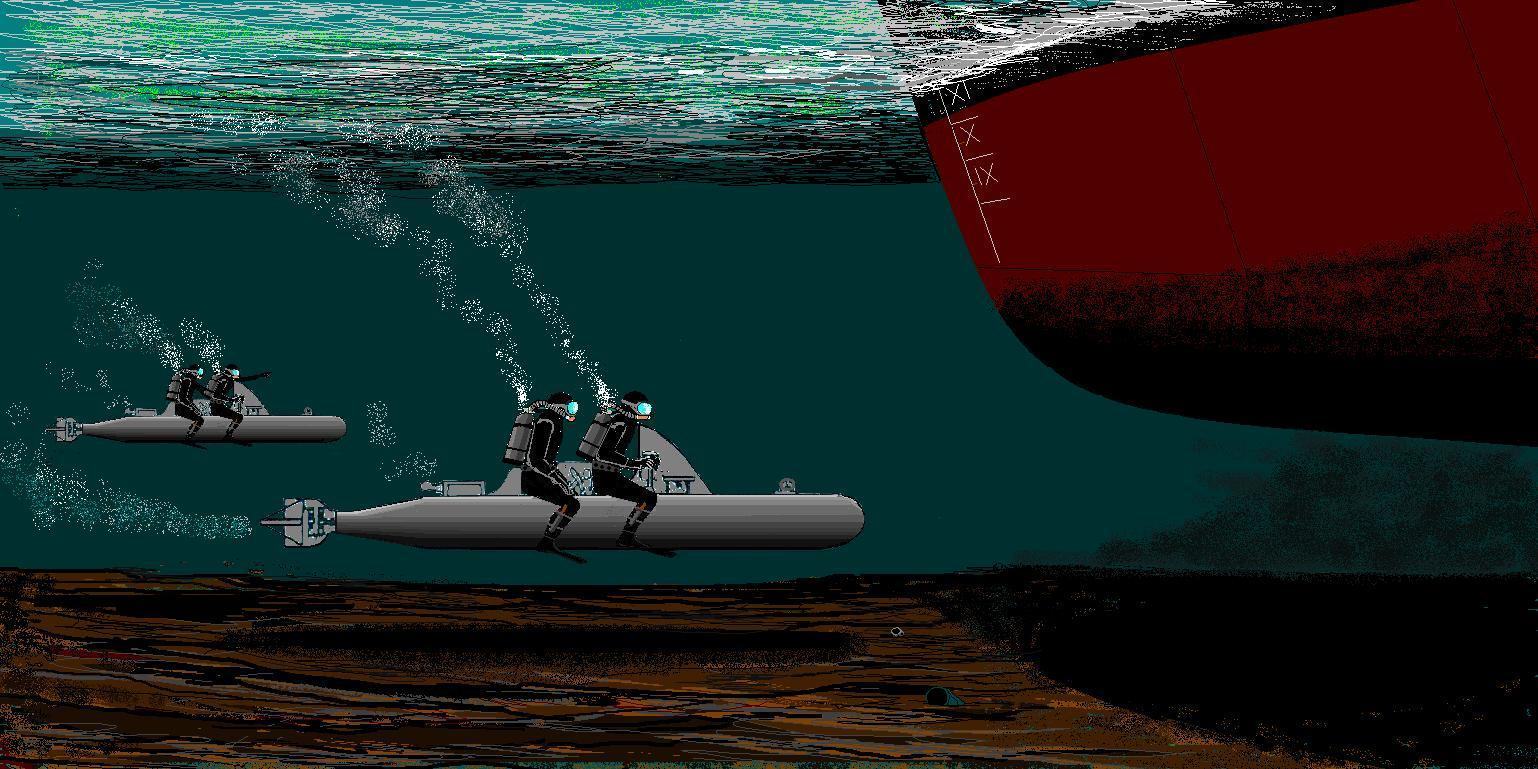
マイアーレによる攻撃イメージ

1941年12月3日に訓練を装ってラ・スペツィアより出航したイタリア潜水艦シィーレは沖合で艀よりSLC3隻を移載し、6日後にエーゲ海のレロス島に着いた。一方、SLCの要員は空路でレロス島へ向かい、そこで乗艦となった。SLC要員が別行動となったのは、潜水艦での長期航海が彼らに悪影響を与えることが分かっていたからである。
SLC要員と各組の攻撃目標は以下の通りであった。
- SLC221：（ルイージ・ドゥランド・デ・ラ・ペンネ海軍大尉、エミリオ・ビアンキ二等潜水兵曹、目標は戦艦「ヴァリアント」
- SLC222：アントニオ・マルチェリア造船大尉、スパルタコ・スケルガート潜水一等兵曹、目標は「クイーン・エリザベス」
- SLC223：ヴィンチェンツォ・マルテロッタ兵技大尉、マリオ・マリーノ二等潜水兵曹、目標は空母（第2目標はタンカー）

他に予備要員2名も乗艦した。12月14日、「シィーレ」は出撃しアレクサンドリアへ向かった。気象条件の問題で攻撃は1日延期され、12月18日決行となった。
12月18日の日没後「シィーレ」は浮上し、アレクサンドリアの商港の沖で3隻のSLCは発進した。イギリス海軍では、クイーン・エリザベス級戦艦のバーラム (HMS Barham) が前月25日にU-331に撃沈されたこともあり、その姉妹艦をアレクサンドリアで温存していた。SLCはRas el Tin半島、次いで防波堤に沿って進み、真夜中に軍港入り口の防御材と防潜網に着いた。この夜は帰投するイギリス巡洋艦「ナイアド」、「ユーライアラス」および駆逐艦4隻のために0時24分に港の入口は開かれていた。3隻の駆逐艦が入港するのを見たペンネは、その機に他の2隻と共に港内への侵入を果たした。
ペンネのSLCは「ヴァリアント」のもとにたどり着き潜水した際に海底に沈下してしまった。また、ビアンキは気絶した。モーターの起動に失敗したペンネは40分かけて爆薬を戦艦の真下まで移動させた。その後浮上したペンネはビアンキ共々捕らえられた。二人はまず陸上に移されて尋問されたが、氏名、階級および識別番号のみしか答えなかった。その後二人は「ヴァリアント」に戻された。アンドルー・カニンガムによれば、彼は二人を「ヴァリアント」に戻し、艦内下部に閉じ込めるよう命じたという。捕虜を危険な状況に置くことで情報を入手しようとしたものであった。閉じ込められた二人であったが、何もしゃべらなかった。二人が閉じ込められていた場所は偶然ではあるが爆薬設置場所の近くであった。
マルチェリア組は「クイーン・エリザベス」への爆薬設置に成功し、4時30分に岸にたどり着いた。空母はおらず、マルテロッタは3隻目の戦艦と思しきものを発見して攻撃しようとしたものの、その後それは巡洋艦であると判断。ノルウェーのタンカー「サゴナ (Sagona)」(7,554 GRT) のもとにたどり着き、呼吸装置の不具合で潜水できなかったことから、その船尾に爆薬を取り付けた。
爆発予定時刻の10分前になってペンネは艦長への面会を求め、もうすぐこの艦は沈むと述べた。その後、ペンネは元の監禁場所に戻された。5時45分、「サゴナ」の爆薬が爆発。続いて6時6分に「ヴァリアント」で、6時10分に「クイーン・エリザベス」で爆発が起きた。ペンネは脱出でき、またビアンキも助かっている。
マルテロッタ組は上陸後エジプト警察に逮捕された。マルチェリア組は列車でロゼッタへ向かった。ロゼッタ沖では潜水艦「ザフィロ (Zaffiro)」が待機していた。二人はロゼッタで他の組を待っていたが、12月23日にエジプト警察に逮捕された。

## 結果と影響
「ヴァリアント」はA弾庫やその周辺が浸水。「クイーン・エリザベス」はA、B、X、Y缶室などが浸水した。「サゴナ」はプロペラ軸や舵が破壊され、その横に停泊していた駆逐艦「ジャーヴィス」も被害を受けた。
2隻の戦艦はすぐに引上げ作業が行われたが、修理が完了して戦列に復帰するまで1年半以上もの月日を浪費する事になった。イギリス軍は2隻の戦艦が重大な損傷を受けていないよう見せる工作を必死に行ったが、当時のイギリスの防諜技術の限界から、ドイツ軍の空中偵察により作戦の成功は知られてしまった。イギリス政府は英戦艦2隻が戦闘不能になったことを隠蔽していたが、1942年（昭和17年）4月23日にイギリス議会で損害を公表した。
アレクサンドリアにおけるイタリア海軍の勝利と、地中海におけるUボートの活躍で、イギリス海軍は大損害を受けた。地中海のパワーバランスは枢軸側に大きく傾むく。半年間にわたって、北アフリカ戦線で戦う陸上部隊、特にロンメル将軍のドイツアフリカ軍団に安定した補給が行われる事になった。
この奇襲作戦によるイタリア海軍の大勝利は、被害を受けたイギリス側にも大きな刺激となった。イギリスの脅威であったドイツ海軍の巨大戦艦ティルピッツ (Tirpitz) 攻撃計画にも、ヒントを与える。ウィンストン・チャーチル英首相の指導により、特殊潜航艇チャリオットとX艇が完成した。1943年（昭和18年）9月22日、X艇により実施されたソース作戦により、ティルピッツは大破して数ヶ月間行動不能となった。

## 関連作品
1958年、本作戦を題材に『潜航電撃隊』（ローレンス・ハーヴェイ主演、原題: The Silent Enemy）という映画が公開された。1962年にはロイ・ウォード・ベイカー監督の『巨艦いまだ沈まず』（原題: The Valiant）も公開された。